# Rahlingsburg
Die Rahlingsburg ist eine abgegangene Turmhügelburg (Motte) aus dem 15. Jahrhundert bei Borgstede in Niedersachsen.
Der etwa zwei Meter hohe Burghügel bildet ein Quadrat von 27 Meter Seitenlänge. Die Erhebung war von einem etwa drei Meter breiten Graben umgeben, von dem sich Teile im Norden und Süden erhalten haben. Auf der Oberfläche der abgeflachten Hügelkuppe liegen Reste von Backsteinen und Dachziegeln sowie Keramikscherben. Das Fundmaterial zeugt von einem früheren Steingebäude auf dem Burghügel.
Nördlich des Burghügels lag eine Vorburg, deren Graben als nasse Senke im Gelände erkennbar ist. Auf eine frühere Bebauung deuten unter anderem zutage getretene Findlinge.
Es besteht eine schriftliche Erwähnung von 1445, mit der die Burg gemeint sein könnte.